# Тео Брейнс
Тео Брейнс (нід. Theo Bruins; 25 листопада 1929, Арнем — 8 січня 1993, Гарлем) — нідерландський піаніст і композитор.

## Біографія
Навчався в Амстердамському музичному ліцеї у Яапа Спаандермана як піаніст і у Кеса ван Барена як композитор. У 1959 році в Лондоні був удостоєний Міжнародної музичної премії Гарріет Коен.
Виступав і записувався як піаніст переважно з репертуаром XX століття (Барток, Шенберг, Гіндеміт та ін.). Основні твори Брейнс написані для фортепіано соло або з оркестром.